# Krzysztof Śliwka
Krzysztof Śliwka (ur. 15 marca 1967 w Ząbkowicach Śląskich) – polski poeta i prozaik.
Absolwent kulturoznawstwa na Wydziale Nauk Historycznych i Pedagogicznych Uniwersytetu Wrocławskiego oraz PWSFTviT w Łodzi na Wydziale Reżyserii Filmowej i Telewizyjnej – kierunek scenopisarstwo. W latach 2008–2023 redaktor magazynu HELIKOPTER. Współredaktor antologii Przewodnik po zaminowanym terenie (2016) oraz Przewodnik po zaminowanym terenie 2 (2021). Od 2023  redaktor w miesięczniku Odra oraz magazynie Suburbia. Mieszka we Wrocławiu.

## Poezja
- Spokojne miasto, Witryna Artystów, Kłodzko, (1989)
- Rajska rzeźnia i inne wiersze, Oficyna Wydawnicza „Obok”, Dzierżoniów (1993)
- Niepogoda dla kangura, Instytut Wydawniczy „Świadectwo”, Bydgoszcz (1996)
- Gambit, biblioteka „Studium”, Kraków (1998)
- Rzymska czwórka, biblioteka „Czasu Kultury”, Poznań (1999)
- Sztuka koncentracji, „Kartki”, Białystok (2002)
- Dżajfa & Gibana, "WBPiCAK" Poznań (2008)
- Budda Show, "WBPiCAK" Poznań (2013)

## Proza
- Babilon, Wydawnictwo j, Wrocław (2021), ISBN 978-83-959149-7-3

## Wybrane antologie
- Nowy sezon – antologia wierszy z ogólnopolskich konkursów poetyckich im. Rafała Wojaczka, 1993-96, Mikołów 1997
- Macie swoich poetów, Lampa i Iskra Boża, Warszawa 1997
- Parnas bis – słownik literatury polskiej urodzonej po 1960 roku, Lampa i Iskra Boża, Warszawa 1998
- Czas opowiadania – almanach młodej prozy dolnośląskiej, OKIS, Wrocław 1998
- Antologia, Oficyna Literacka, Kraków 1999
- Antologia nowej poezji polskiej 1990-1999, Zielona Sowa, Kraków 2000
- Niewinni kaznodzieje. Filmowy zestaw wierszy poetów polskich urodzonych w latach 1958–1985, Polska Federacja Dyskusyjnych klubów Filmowych, W-wa – Skierniewice 2001
- Poematy na scenę, Kalambur, Wrocław 2004
- Co piłka robi z człowiekiem? Młodość, futbol i literatura - antologia, WMP, Poznań 2012
- Rozkład jazdy. 20 lat literatury Dolnego Śląska po 1989 roku, Fundacja na Rzecz Kultury i Edukacji im. Tymoteusza Karpowicza, Wrocław 2012
- Zawrót głowy. Antologia polskich wierszy filmowych, EC1 Łódź, 2019[2]
- Kiedy Ty mówisz Odra, Akwedukt, Wrocław 2020, ISBN 978-83-940364-9-2

## Tłumaczenia
- Lichtungen – Graz 68/1996
- Das Unsichtbare lieben – Neue Polnische Lyrik. Polnisch-Deutsche Lyrikanthologie – Kirsten Gutke Verlag / Köln · Frankfurt, 1998
- Apokalipsa – Ljubliana 39,40,41/2000
- Nagyvilag – Budapeszt 3/2001
- Vlna – Bratysława 8/2001
- Altered State. The New Polish Poetry – Lancs, Arc Publications, 2003
- Carnivorous Boy, Carnivorous Bird. Poetry from Poland – Zephyr Press, USA, 2004
- Akslop, poljska nazaj: antologija novejse poljske poezije – Ljubljana, 2005
- Antologia na nowata polska poezja – Sofia, 2006
- Das reicht für eine Irrfahrt durch Polen - Leipziger Literaturverlag, 2010
- Stillleben mit Crash.Gedichte aus Polen - Verlag Das Wunderhorn, Heidelberg, 2014
- Nielegalny prąd – dwujęzyczna antologia w wyborze Jacka Bieruta (w języku polskim i ukraińskim), Wrocław, 2016

## Wybrane publikacje
„Afront”,  „Akcent”, „Arkadia”, „Borussia”, „Czas Kultury”,  „Dykcja”, „Dyskurs”,   „FA-art”, „Kartki”, „Kresy”,  „NaGłos”, „Nowy Nurt”, „Odra”, „Opcje”,  „Rita Baum”, „Studium”, „Twórczość”,  „Tygiel Kultury”, „Tytuł”,  „Undergrunt”.

## Wybrane nagrody literackie
Laureat:
- II edycji Wiedeńskiego Konkursu Literackiego im. Marka Hłaski (1992)
- Literackiej Nagrody im. Georga Trakla przyznanej przez Austriacki Konsulat Generalny w Krakowie (1993)
- Ogólnopolskiego Konkursu Poetyckiego im. Rafała Wojaczka, Mikołów 1994

## Filmografia
- Falstart, scenariusz, zrealizowany (reż. Leiv Igor Devold), 2007
- Wina, scenariusz, zrealizowany (reż. Leiv Igor Devold), 2014[3]
- Świt, scenariusz, zrealizowany (reż. Leiv Igor Devold), 2015[4]
- Zenon, obsada aktorska (reż. i scenariusz Hubert Klimko-Dobrzaniecki), 2016[5]
- Nic o fagocie, scenariusz, zrealizowany (reż. Diana Szczotka), 2021[6]

## Nagrody filmowe
- Nagroda Stowarzyszenia Pisarzy Norweskich "Klepsydra" za najlepszy scenariusz (Falstart) w Grimstad na Festiwalu Filmów Krótkometrażowych, 2008

Uzasadnienie jury: 

Stowarzyszenie Pisarzy Norweskich wyróżniło film, który porusza trudne sprawy. Pisarz wykazuje się umiejętnością tworzenia wyrafinowanych dramatycznie klimatów oraz potrafi poruszyć widza. Film głęboko i z ciepłem wnika w psychikę bohaterów, którzy przykuwają uwagę już od pierwszych scen. Nagrodzony w tym roku scenariusz to historia odzyskiwania tego, co utracone, a także o pogodzeniu się z przeszłością oraz odwadze w pójściu przez dalsze życie w pojedynkę.